# Gert-Jan van den Ende
Gert-Jan van den Ende (Den Haag, 26 december 1962) is een Nederlands acteur, componist en clown. Hij is met name bekend als Bobbie uit het kinderprogramma Ernst, Bobbie en de rest.

## Carrière
Samen met Erik van Trommel (Ernst) begon Van den Ende in 1987 met het maken van kinderliedjes en -programma's voor kinderen die werden verpleegd in het Juliana Kinderziekenhuis in Den Haag. 
In 1989 maakte het duo een overstap naar een lokale televisieomroep. Tevens trokken ze met een kindershow door Nederland. In 1991 traden Van den Ende en Van Trommel in dienst van de omroep Kindernet, waar ze medeverantwoordelijk werden voor de aankoop van programma's en de programmering. In 1997 kregen ze de kans een eigen avontuur te maken: Ernst, Bobbie en de Rest: In de dierentuin. Dit was zo'n succes dat er diverse avonturen volgden. Ook de optredens in het land trokken in de loop der tijd steeds meer bezoekers. Vanaf 2002 presenteerde het duo het jaarlijkse kinderfestijn Het Feest van Sinterklaas. In datzelfde jaar ontvingen Ernst en Bobbie de Gouden Stuiver, de publieksprijs voor het beste kinderprogramma. Vanaf 2002 werden de avonturen van Ernst, Bobbie en de Rest niet meer uitgezonden op Kindernet, maar op Fox Kids (vanaf 2005 omgedoopt in Jetix).
In 2006 oogstten Ernst en Bobbie veel succes met hun speelfilm 'Ernst en Bobbie en de geslepen Onix'. De film trok meer dan 230.000 bezoekers. Vanaf 1 oktober 2009 waren Ernst en Bobbie elke ochtend te zien op Net5 met hun avonturen. Vanaf 2011 waren Ernst, Bobbie en de Rest te zien op RTL 8. Vanaf 9 januari 2021 zijn ze elke zaterdagochtend 2 uur lang te zien op RTL 4.
Naast Ernst en Bobbie schrijft Gert-Jan ook de liedjes voor het kinderprogramma "XMIX" van de EO.
Dit programma produceert en bedenkt hij samen met Erik van Trommel met hun bedrijf 'Trend Media'.

## Onderscheidingen
In 2002 kreeg Van den Ende samen met Erik van Trommel een Gouden Stuiver uitgereikt, voor Ernst en Bobbie als beste kinderprogramma.
Voor zijn werk werd hij op 29 april 2006 benoemd tot Ridder in de Orde van Oranje-Nassau.

## Trivia
Voor zijn rol in de film Ernst, Bobbie en de geslepen Onix was Van den Ende in 2007 genomineerd voor een Gouden Ui voor de slechtste mannelijke acteerprestatie van het jaar.